# William Hill & Son

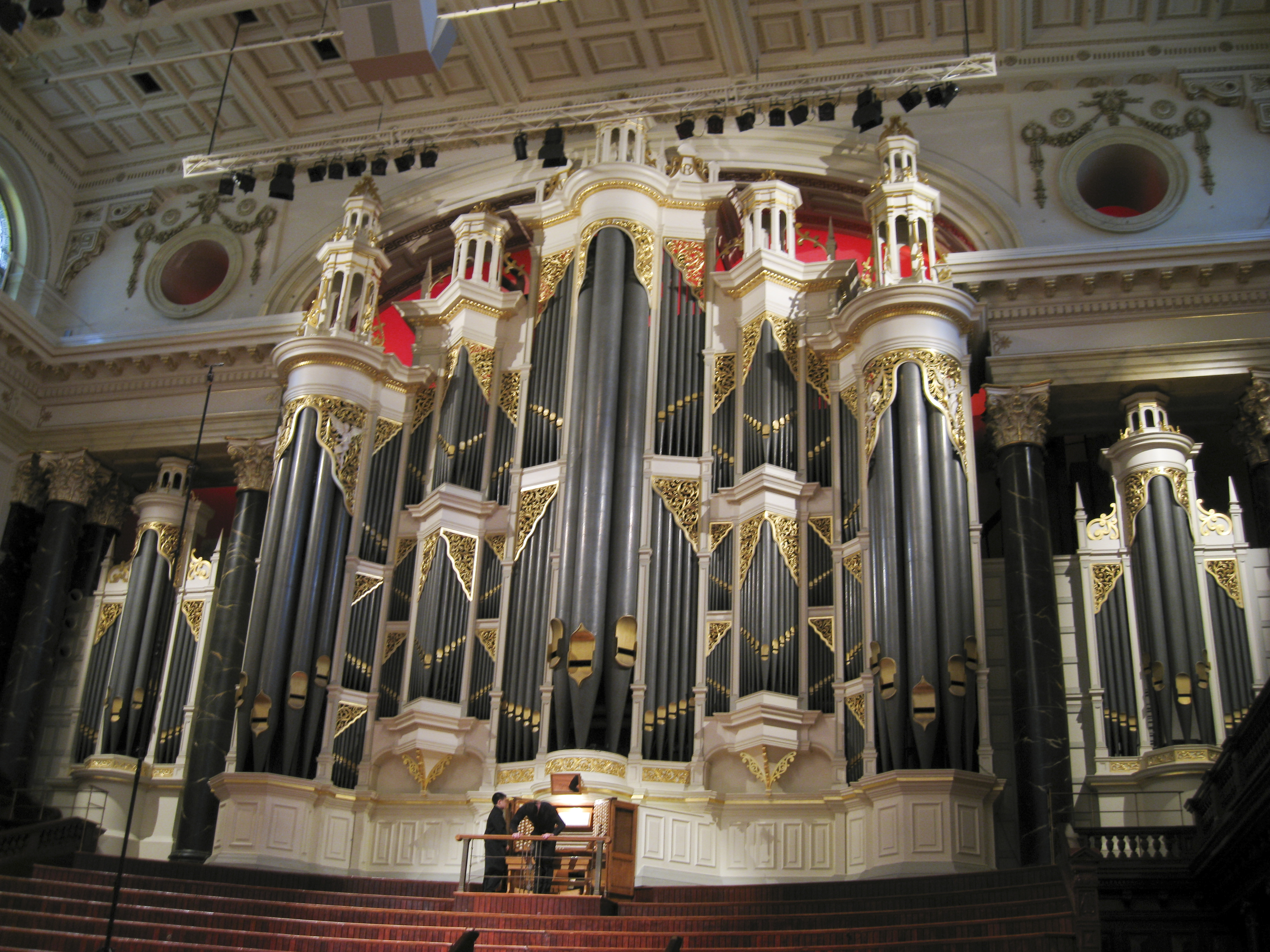
Town Hall, Sydney, 1885–1890, damals größte Orgel der Welt

William Hill & Son war eine der wichtigsten britischen Orgelbaufirmen des 19. Jahrhunderts. Sie ging 1916 im fusionierten Unternehmen Hill, Norman & Beard auf.

## Geschichte
Um 1790 gründete Thomas Elliott eine Orgelbauwerkstatt in London. Seit 1825 war sein Schwiegersohn William Hill daran mitbeteiligt.
1832 übernahm dieser nach dem Tod des Firmengründers das Unternehmen.
Später wurden dessen Söhne mitbeteiligt.
1870 übernahm der Sohn Thomas Hill das Unternehmen nach dem Tod des Vaters, 1893 dessen Sohn Arthur George Hill.
1916 fusionierte William Hill & Son mit Norman & Beard zum Orgelbauunternehmen Hill, Norman & Beard, das bis 1974 bestand.

## Bedeutung
Thomas Elliott gehörte zu den bedeutendsten englischen Orgelbauern seiner Zeit. Sein Nachfolger William Hill revolutionierte den englischen Orgelbau durch die Einführung von Hochdruckregistern (den ersten weltweit) sowie die Übernahme von deutschen Pfeifenbauweisen und Registernamen wie z. B. Wald flute. Außerdem erfand Hill neue Register wie z. B. die Zungenstimme Cornopean.
Seine Firma war neben Henry Willis & Sons die bedeutendste im Britischen Königreich der Viktorianischen Zeit. Arthur George Hill ist der Verfasser des Standardwerks The Organ-Cases and Organs of the Middle Ages and the Renaissance von 1883, in dem bedeutende historische Orgelprospekte wohl erstmals systematisch dargestellt und gewürdigt  werden.

## Orgeln (Auswahl)

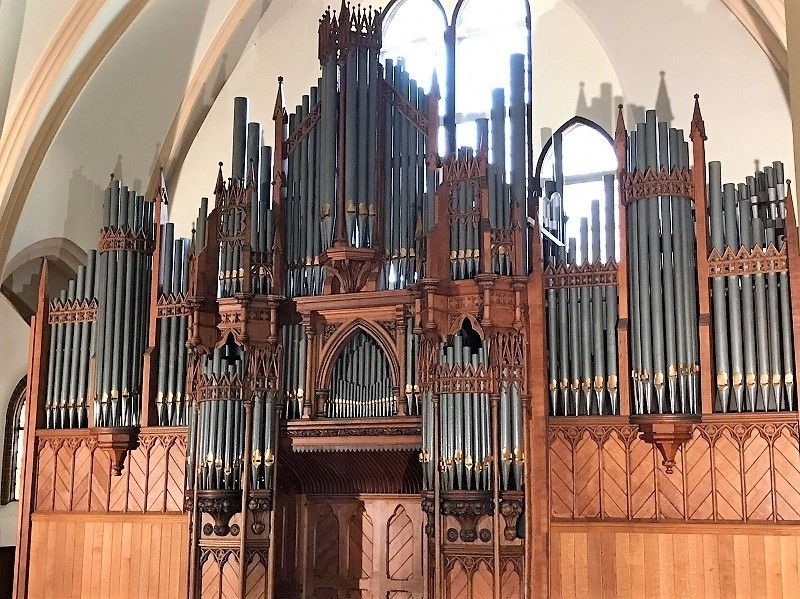
St. Afra, Berlin, 1869 erbaut, 2015 neu eingeweiht

Von William Hill & Son sind über 170 Orgelneubauten, sowie weitere Arbeiten bekannt. 1890 bauten sie in Sydney die damals größte Orgel der Welt mit 127 Registern.
In Deutschland stehen umgesetzte Hill-Orgeln in Berlin-Gesundbrunnen. St. Afra (III/P, 46) von 1869, sowie wahrscheinlich in Saig (II/P, 9, Zuschreibung) von etwa 1870. In der Prenzlauer Marienkirche wird derzeit eine Orgel (III/P, 38) von 1904 wieder aufgebaut.
- 1832/34 Birmingham Town Hall
- 1855 Town  Hall Kidderminster[3]
- 1866 St Andrew’s Cathedral, Sydney, später umgebaut durch Hill, Norman & Beard
- 1869 Trinity Methodist Church / St Paul’s Church Burton-upon-Trent, III/P, 46 (47), 2011 umgesetzt, 2015 neu eingeweiht in Berlin, St. Afra
- 1870 St. Peter’s Church, Streatham
- 1872 St Paul’s Church Torquay
- 1872 Town Hall, Melbourne, 1925 abgebrannt
- 1877 Town Hall, Adelaide, Australien, 2014 umgesetzt nach South Australia
- 1877 St Peter’s Church, Mundham
- 1886–1889 Town Hall Sydney, 1890 eröffnet, V/P, 127, damals größte Orgel der Welt, weitgehend erhalten
- 1889 Church of St Mary The Virgin, Tottenham, London, weitgehend original erhalten, 2004 zum Denkmal Grad 1 eingestuft

- 1890 Thomas Coats Memorial Baptist Church, Paisley, Renfrewshire
- 1891 St. Andrew’s Church, Croydon, 1906 umgesetzt
- 1894 Peterborough Cathedral, 1930/31 und 1980 umfassend umgebaut, Prospekt erhalten[4]
- 1895 St Augustine’s Church, Penarth[5]

- 1895/1902 Christ Church, Llanfairfechan, Wales
- 1916 St Alban’s Church, Ilford, England